# Veli Školj (Mljet)
Koordinati:   42°45′13″N, 17°24′02″E
Veli Školj je majhen nenaseljen otoček v Jadranskem morju, ki pripada Hrvaški.
Veli Školj, na nekaterih zemljevidih imenovan tudi Vanjski Školj, leži v Narodnem parku Mljet okoli 1 km vzhodno od rta Lenga, pred vhodom v zaliv Lenga Gonoturska, pred južno obalo otoka Mljet. Površina otočka meri 0,042 km². Dolžina obalnega pasu je 1,26 km. Najvišji vrh je visok 17 mnm. Proti obali oz. vhodu v mljetsko Veliko jezero leži še U(nu)tr(a)nji Školj. 